# Großsteingräber bei Pensin
Die Großsteingräber bei Pensin waren vermutlich vier megalithische Grabanlagen der jungsteinzeitlichen Trichterbecherkultur bei Pensin, einem Ortsteil von Kletzin im Landkreis Mecklenburgische Seenplatte (Mecklenburg-Vorpommern). Sie wurden vermutlich im späten 19. oder frühen 20. Jahrhundert zerstört. Die Existenz der Gräber wurde in den 1820er Jahren durch Friedrich von Hagenow handschriftlich erfasst. Seine Notizen wurden 1961 von Hansdieter Berlekamp veröffentlicht. Freiherr von Boenigk führte hier 1883 Ausgrabungen durch. Die Fundgegenstände kamen zunächst nach Stettin und befinden sich heute im Pommerschen Landesmuseum in Greifswald. Hans-Jürgen Beier erwähnt noch eine Steinkiste, die aber wohl mit einem der Großsteingräber identisch sein dürfte.

## Lage

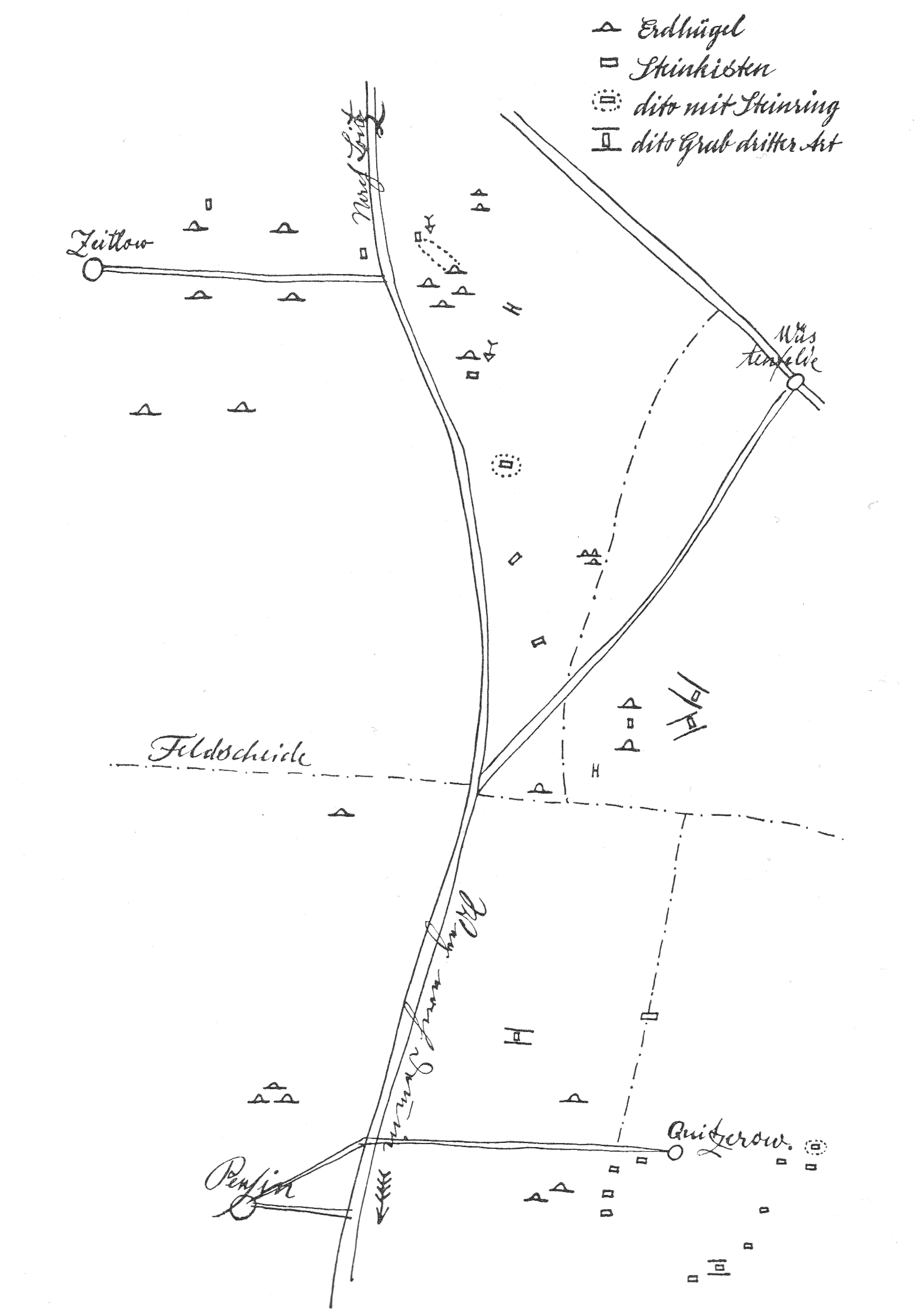
Lageplan der Großsteingräber und Grabhügel bei Zeitlow, Wüstenfelde, Pensin und Quitzerow nach von Hagenow

Die Gräber befanden sich östlich und nordöstlich von Pensin. In der Umgebung gab es einst zahlreiche weitere Großsteingräber. Direkt östlich schlossen sich die Großsteingräber bei Quitzerow an. Nördlich lagen die Großsteingräber bei Zeitlow und Wüstenfelde. Die nächsten noch erhaltenen Anlagen sind die rund 6 km ostnordöstlich gelegenen Großsteingräber bei Sophienhof.

## Beschreibung
Bei allen Anlagen handelte es sich um Großdolmen. Zwei von ihnen waren mit einem Rollsteinhügel ummantelt. Die beiden anderen Gräber besaßen ein Hünenbett mit rechteckiger oder trapezförmiger Umfassung. Eines von ihnen beschreibt von Boenigk als kujawisches Grab mit annähernd dreieckigem Hünenbett. Es war 32 m lang und an der Basis 6 m breit. Die Umfassung bestand nur aus kleinen Steinblöcken. An der spitzen Seite des Bettes lag ein einzelner Stein von über 2 m Länge und etwa 10 Tonnen Gewicht. 7 m von der Basis entfernt lag die Grabkammer, bei der es sich laut von Boenigk um eine kleine Kiste aus Sand- und Kalkstein-Platten mit einem Volumen von 0,7 m² handelte. Beier führt dieses Grab irrtümlich als fünfte Grabanlage bei Pensin auf, obwohl Ewald Schuldt von Boenigks Bericht bei seiner Auflistung von vier Gräbern bereits berücksichtigt hat.
Aus dem untersuchten Grab stammen eine Feuerstein-Klinge („Säge“) sowie eine Lanzenspitze aus Feuerstein. Eine weitere Lanzenspitze wurde außerhalb des Grabes gefunden. Beide Spitzen sind dem Spätneolithikum zuzuordnen.